# اسکچ‌آپ
اسکچ آپ (به انگلیسی: SketchUp) از نرم‌افزارهای بسیار ساده و کار آمد سه بعدی‌سازی به خصوص در حوزه معماری می‌باشد. این نرم‌افزار برای مهندسی راه و ساختمان، مهندسی مکانیک، و همچنین طراحی بازی‌های رایانه‌ای کاربرد دارد.

## طراحی در اسکچ‌آپ
در این برنامه مدل‌ها از اتصال خطوط به یکدیگر به عنوان لبه‌های صفحات ایجاد می‌شوند و هیچ منحنی‌ای وجود ندارد بلکه منحنی‌ها از تعداد بسیار زیادی صفحات صاف کوچک در کنار یکدیگر تشکیل می‌شوند. در صورت پیوستن تعداد سه لبه یا بیشتر به یکدیگر یک صفحه یا plan ایجاد می‌شود و به‌طور خودکار وجه مدل به وجود می‌آید. لبه‌های مورد نظر و نیز وجه ایجاد شده باعث ایجاد مدل سه بعدی می‌شوند.

## تاریخچه
این نرم‌افزار در ابتدا توسط شرکت نرم‌افزاری ات لست (به انگلیسی: last@) در سال ۱۹۹۹ تولید شد. در سال ۲۰۰۶ توسط شرکت گوگل خریداری شد و اسکچ آپ تا ورژن ۸ آن تحت عنوان گوگل اسکچ آپ روانهٔ بازار شد. در یکم ژوئن ۲۰۱۲ به صورت رسمی امتیاز اسکچ آپ به شرکت تریمبل (به انگلیسی: Trimble) واگذار شد. در ۲۱ ماه مه ۲۰۱۳ نسخهٔ Sketch Up 2013 توسط شرکت تریمبل وارد بازار شد.

## نگارخانه

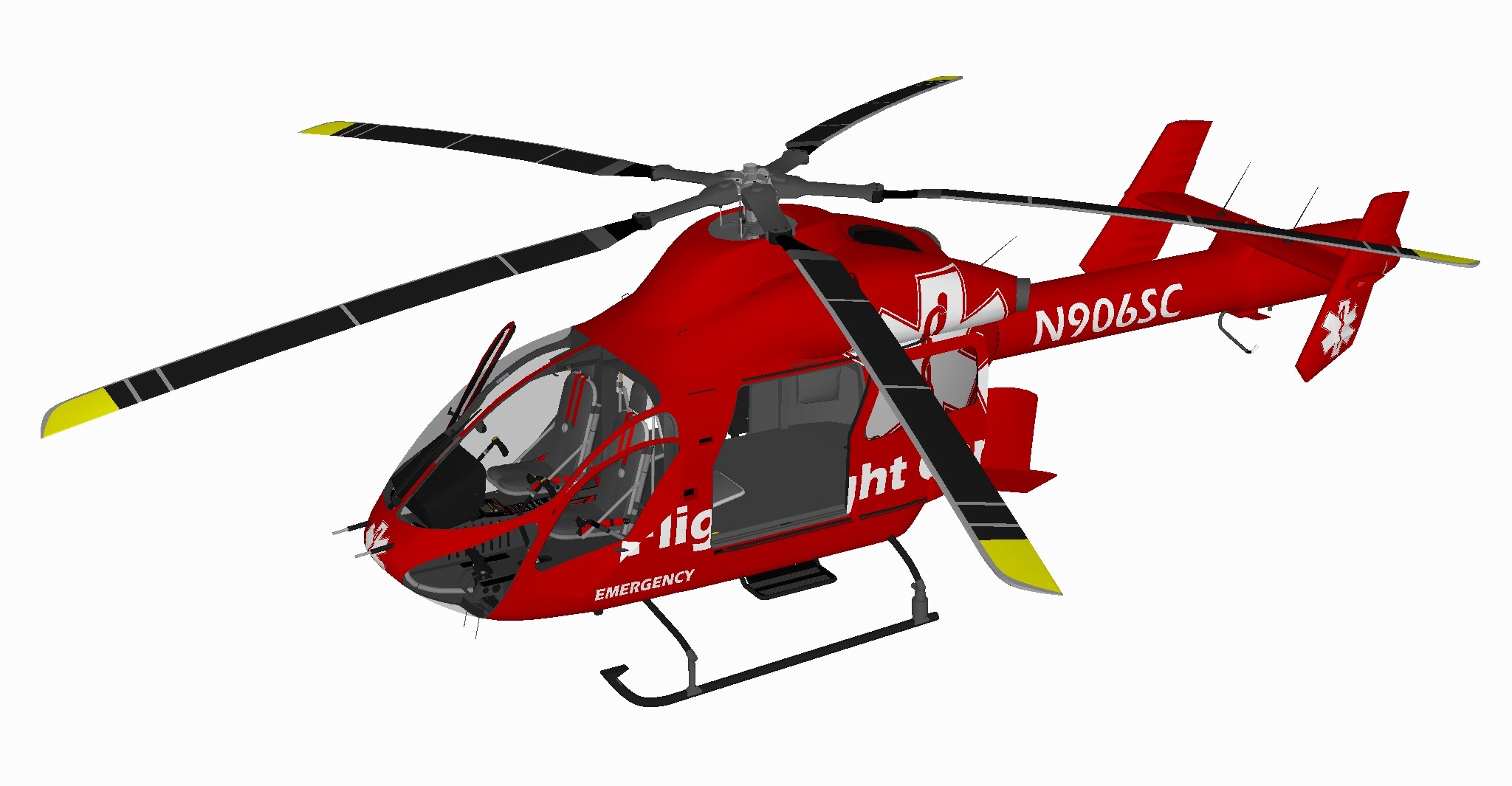
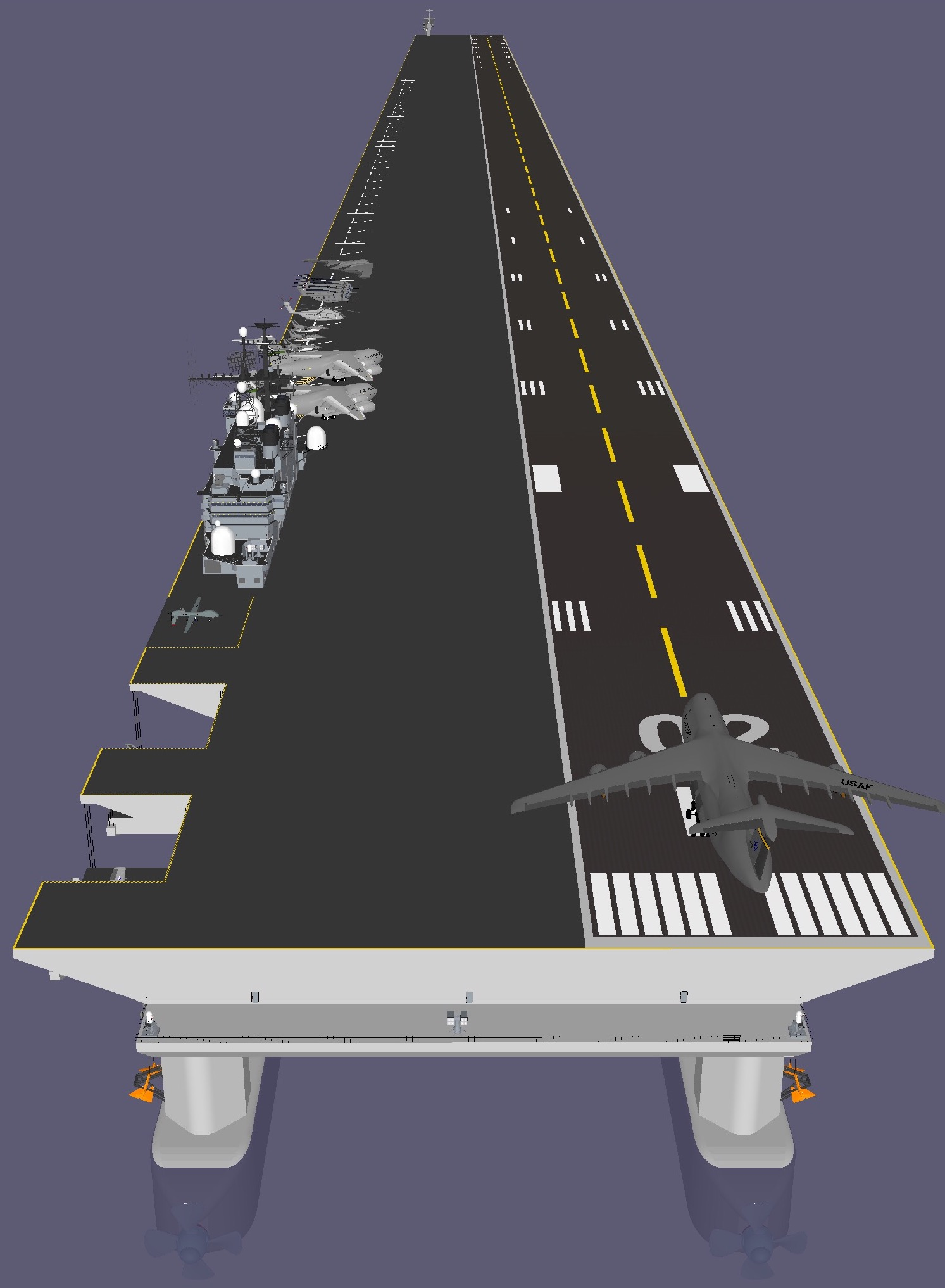
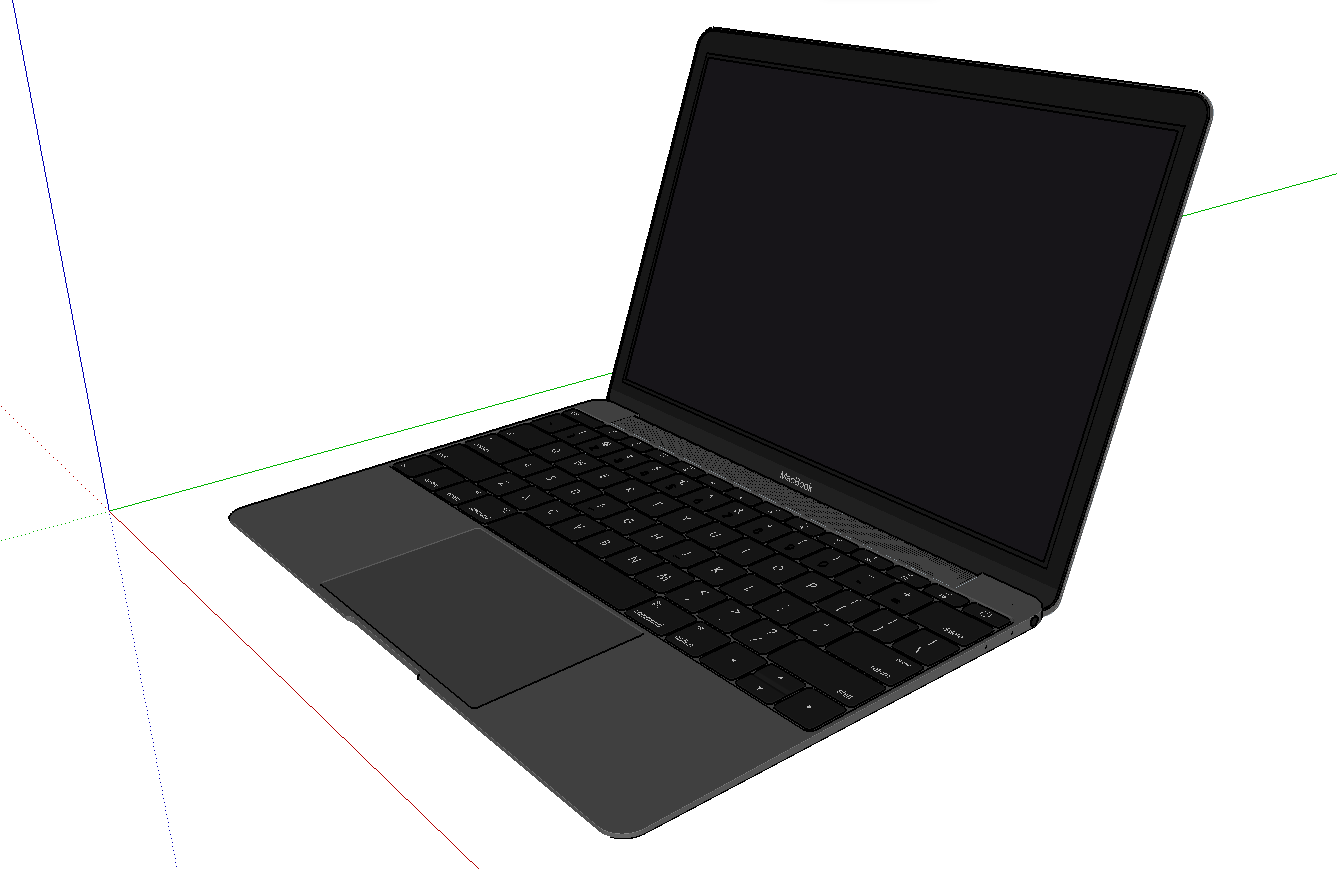
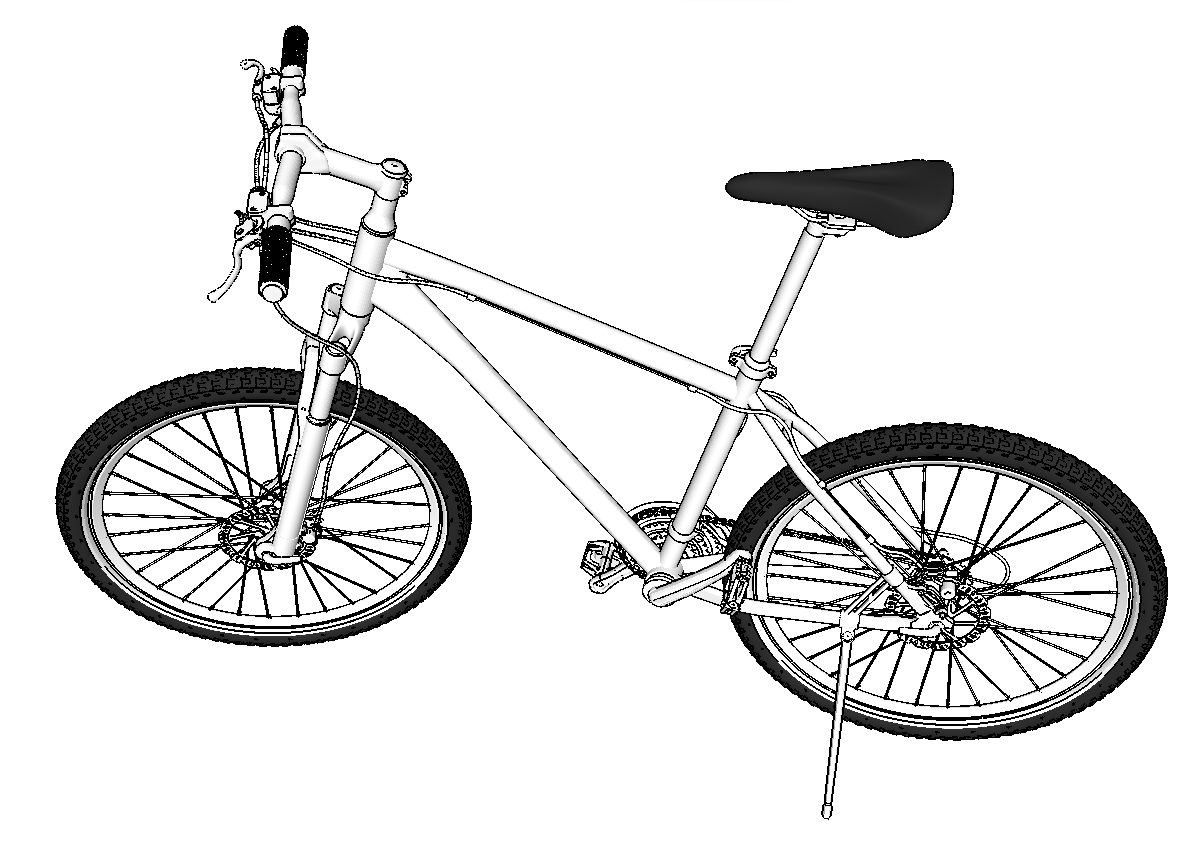
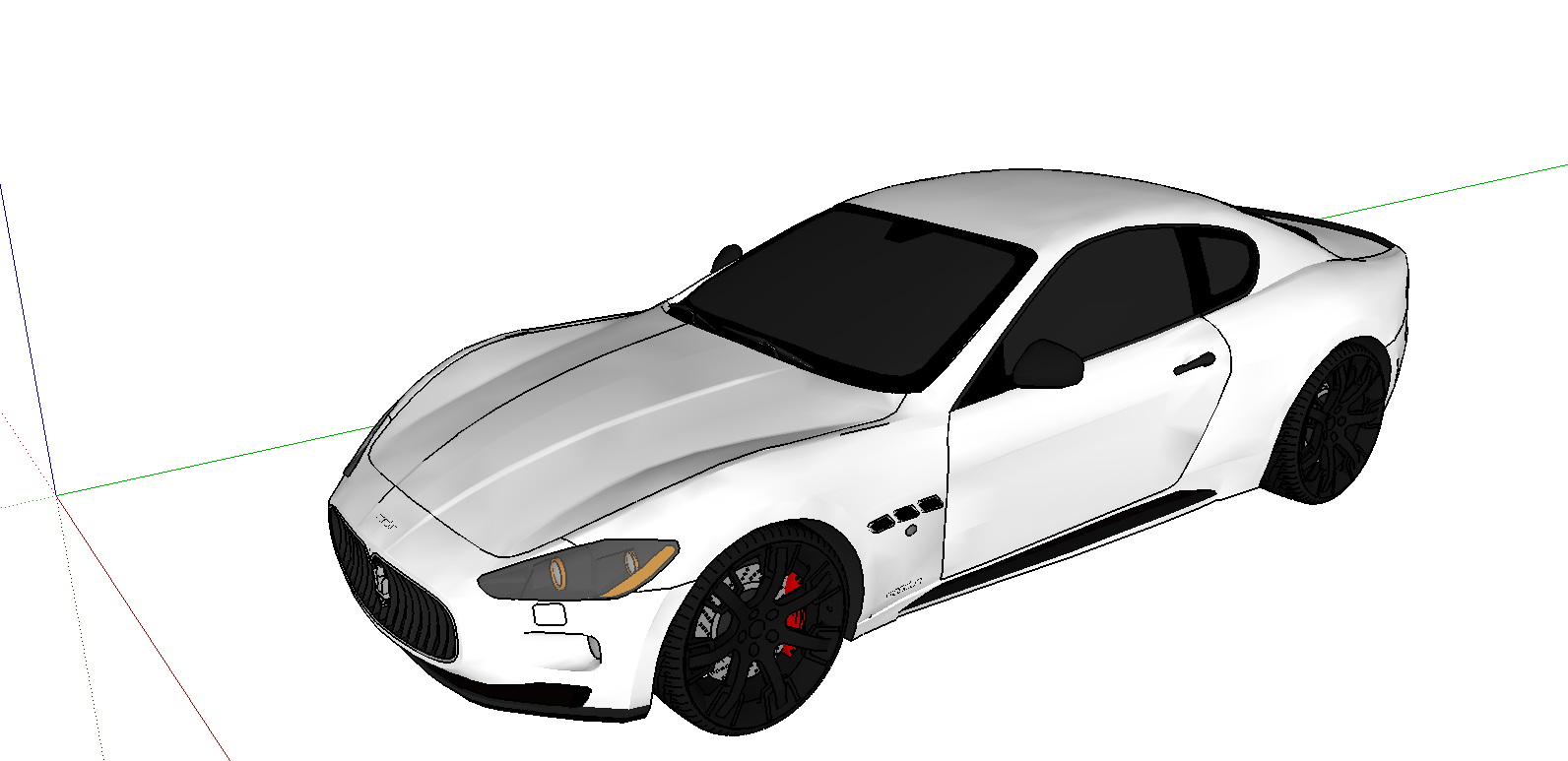
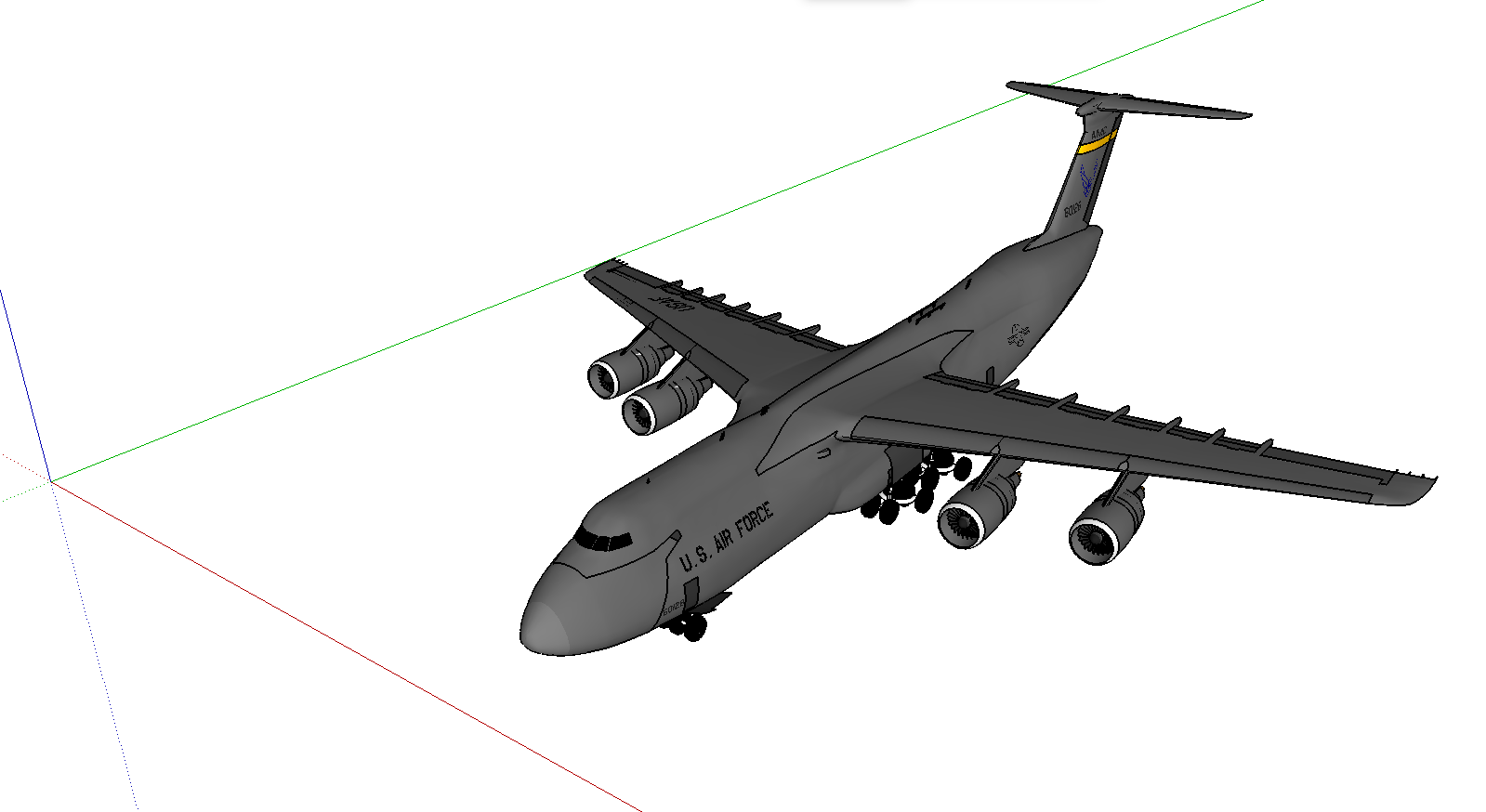

## پلاگین‌ها
- وی‌ری (به انگلیسی: VRay)